# تاكاهيرو شيموتايرا
تاكاهيرو شيموتايرا (باليابانية: 下平 隆宏) (18 ديسمبر 1971 في آوموري في اليابان – )؛ هو لاعب كرة قدم ياباني سابق كان يلعب كلاعب وسط.

## روابط خارجية
- تاكاهيرو شيموتايرا على موقع الاتحاد الدولي (مؤرشف)  (الإنجليزية)
- تاكاهيرو شيموتايرا على موقع رابطة كرة القدم اليابانية للمحترفين (اليابانية)
- تاكاهيرو شيموتايرا على موقع قاعدة بيانات كرة القدم.إي يو (الإنجليزية)
- تاكاهيرو شيموتايرا على موقع Soccerway.com (الإنجليزية)
- تاكاهيرو شيموتايرا على موقع عالم كرة القدم.نت (الإنجليزية)